# CTV News Channel (Kanada)
CTV News Channel ist ein kanadischer englischsprachiger Nachrichtensender. Der Sender wird von Bell Media betrieben und hat seinen Hauptsitz in Toronto, Ontario. Rund um die Uhr werden aktuelle nationale und internationale Nachrichten gesendet.

## Geschichte
Im September 1996 erhielt CTV Television Network Ltd. (eine Abteilung von CTV) eine Sendegenehmigung von der kanadischen Aufsichtsbehörde Canadian Radio-Television and Telecommunications Commission (CRTC) für CTV N1 einen nationalen englischsprachigen Fernsehsender, der Nachrichten, Wetter sowie Sportnachrichten und andere Verbraucherinformationen ausstrahlen soll.
Der Sender begann mit der Ausstrahlung am 17. Oktober 1997 als CTV News 1. Anfänglich wurden alle 15 Minuten Nachrichten gesendet, sofern keine aktuellen Großereignisse eintrafen. Einige Monate nach dem Sendestart, wurde jede Sendung live moderiert und auch auf aktuelle Ereignisse eingegangen, die als Breaking News gesendet wurden. 1999 wurde der Sender in CTV Newsnet umbenannt, nachdem der Schwestersender CTV Sportsnet seinen Sendebetrieb aufgenommen hatte. Am 26. Mai 2009 wurde der Sender erneut in CTV News Channel umbenannt.

## Programm
- CTV News Morning, moderiert von Marci Ien, Montag – Freitag um 9:00 Uhr Ortszeit
- CTV News Desk, moderiert von Dan Matheson, Montag – Freitag um 10:00 Uhr Ortszeit
- CTV News Today, moderiert von  Sandie Rinaldo, Montag – Mittwoch und Jacqueline Milczarek am Donnerstag und Freitag um 14:00 Uhr Ortszeit
- Power Play, täglich um 17:00 Uhr Ortszeit
- CTV News Tonight, moderiert von Marcia MacMillan, täglich um 18:00 Uhr Ortszeit
- CTV News Weekend

## Nachrichtenstudios
Der Sender betreibt in Kanada Studios in Calgary,  Halifax (Nova Scotia), Montreal, Ottawa, Toronto, Vancouver und Winnipeg, sowie international in der Volksrepublik China, London, Washington, D.C., Los Angeles und New Delhi. Daneben gibt es das CTV Middle East Bureau und das CTV Parliamentary News Bureau.